# Объединённый гражданский фронт
Объединённый гражда́нский фронт (ОГФ) (полное название «Общероссийское общественное движение в защиту демократических свобод „Объединённый гражданский фронт“») — российское общественное движение, основанное Гарри Каспаровым в июне 2005 года. ОГФ являлось членом оппозиционной коалиции «Другая Россия». В начале ноября 2006 года ОГФ официально зарегистрирован Минюстом РФ. В ОГФ действуют более 50 региональных отделений. Программа и устав ОГФ были приняты 25 февраля 2006 года на III конференции ОГФ.
ОГФ участвовал в организации почти всех Маршей несогласных.
В октябре 2006 года Движение общежитий Москвы и Московской области обвинило ОГФ в провокациях. Также ОГФ было обвинено анархистами в провокации, за то, что кампанию против милициейского беспредела, проводимую анархистами в апреле 2008 года, Гарри Каспаров пытался приписать ОГФ.
В 2008 году ОГФ выступил одним из инициаторов создания Национальной Ассамблеи. Среди депутатов Ассамблеи — 120 членов ОГФ.
В том же году лидер ОГФ Гарри Каспаров стал одним из создателей и членом Федерального бюро Объединённого демократического движения «Солидарность», однако в 2013 году вышел из его руководящих органов.
В феврале 2009 года петербургская организация молодёжного движения «Оборона» заявила, что среди членов ОГФ действуют агенты проправительственных организаций.
В 2010 г. ОГФ провел серию пикетов в Москве по сбору подписей под обращением «Путин должен уйти».
Весной 2012 года в московской организации ОГФ произошёл конфликт, в результате чего полномочия Председателя и Регионального совета были досрочно прекращены. Бывший руководитель московского отделения ОГФ Лолита Цария и её сторонники создали Союз гражданских и политических активистов (СГПА).
В июне 2013 года Гарри Каспаров заявил об отъезде из России и о продолжении борьбы с режимом Путина на международной арене.